# Indelning av kemiska ämnen
Indelning av kemiska ämnen kan göras på många sätt. De grupper som blir resultatet av indelningen kallas ofta ämnesklasser, särskilt inom organisk kemi.

## Övergripande
Den allra mest övergripande indelningen är uppdelningen mellan rena ämnen, som har en väldefinierad kemisk sammansättning, och blandningar, som består av flera olika komponenter som kan variera ganska godtyckligt. Rena ämnen kan i sin tur delas upp i grundämnen, som består av en enda sorts atomer, och kemiska föreningar, som består av flera olika sorters atomer. Både grundämnen och föreningar hålls ihop av kemiska bindningar, med undantag för ädelgaser som är enatomiga gaser vid standardtryck och -temperatur. Kemiska föreningar delas vidare in i oorganiska och organiska föreningar, där de senare med några undantag är de föreningar som innehåller grundämnet kol.

## Indelning av grundämnena
Uppställningen av grundämnena i periodiska systemet ger upphov till flera uppdelningar av grundämnena. Raderna i periodiska systemet kallas perioder, och kolumnerna kallas grupper. De stora rektangulära områdena kallas block. Perioder och grupper numreras från övre vänstra hörnet, medan block har bokstavsbeteckningar. Några grupper har fått namn som alkaliska jordartsmetaller (grupp 2), halogener (grupp 17) och ädelgaser (grupp 18). Uppdelningen i perioder, grupper och block är förhållandevis entydig, även om några små variationer i namngivningen av grupperna förekommer.
De kemiska egenskaperna hos grundämnena ger upphov till en indelning i tre stora klasser, metaller, halvmetaller och icke-metaller. Icke-metallerna befinner sig i periodiska systemets övre högra hörn, metallerna i de nedre och vänstra delarna, och halvmetallerna i ett diagonalt område däremellan. Gränsdragningen är inte helt klar, till exempel kan tenn både räknas som metall och som halvmetall.
Dessutom finns andra klasser av grundämnen, såsom övergångsmetaller, sällsynta jordartsmetaller, platinametaller, lantanoider och aktinoider. Många sådana klasser är delmängder av varandra, till exempel är lantanoider och aktinoider delmängder av övergångsmetaller.

## Indelning av oorganiska föreningar
De oorganiska föreningar som är salter (jonföreningar), bland annat många mineral, kan klassificeras efter om de har gemensamma joner. Till exempel brukar mineral delas in i grupper med gemensamma anjoner. 

## Indelning av organiska föreningar
Organiska föreningar delas upp i ämnesklasser utifrån likheter i molekylstrukturen. Ofta kännetecknas ämnena i en ämnesklass av att deras molekyler innehåller en specifik funktionell grupp, men en funktionell grupp kan också, beroende på hur resten av molekylen ser ut, ingå i molekyler som tillhör flera olika ämnesklasser. Ett typexempel på detta är karbonylgruppen. Organiska ämnesklasser kan också kännetecknas av mer komplicerade likheter, vilket kan exemplifieras av estrar i sin bredaste bemärkelse. Detta betyder att den generella formeln för vanliga estrar bildade av en alkohol och en karboxylsyra (RC(=O)OR', där R och R' kan vara identiska, men inte nödvändigtvis behöver vara det) inte kan appliceras på alla estrar, som kan vara bildade av alkoholanaloger och andra oxosyror än karboxylsyror. Några av orsakerna till detta är att:
- endera eller båda syreatomerna kan bytas ut mot andra atomslag i syregruppen (främst svavel)
- kolatomen kan bytas ut mot en annan av godtyckligt atomslag (främst fosfor, kväve eller svavel)
- oxosyran kan ha ett godtyckligt antal hydroxylgrupper och kan således förestras i flera steg
- den centrala atomen i oxosyran (oftast en kolatom) kan binda till ett godtyckligt antal R-grupper.